# Insigniáda
Insigniáda je označení pro boj o univerzitní insignie Univerzity Karlovy, který se odehrál v roce 1934.

## Prvopočátky insigniády
Samotná insigniáda začala 24. listopadu 1934 v Karolinu, ale její počátky lze sledovat již v roce 1920. Toho roku byl totiž přijat zákon č. 135/1920 Sb., o poměru pražských univerzit, který stanovil, že česká univerzita v Praze je pokračováním staré Karlovy univerzity, a proto také Karolinum, univerzitní archiv, insignie, knihy a jiné památky této univerzity jsou vlastnictvím české Karlovy univerzity a mají jí být německou pražskou univerzitou vráceny. Zákon bývá často zván též lex Mareš, protože u jeho zrodu stál český národně-demokratický politik, dvojnásobný rektor Univerzity Karlovy a význačný fyziolog, profesor František Mareš.

## Události roku 1934
Až do roku 1934 nebyl zákon realizován a univerzitní insignie byly stále v držení německé univerzity; české univerzitě byly mnohdy po složitých dohadováních pouze zapůjčovány. Akademický senát a rektorát německé univerzity jakékoliv předání insignií odmítaly, což vyvolávalo politické napětí.
O vydání insignií začal intenzivně usilovat botanik prof. Karel Domin, tehdejší rektor Univerzity Karlovy. 13. února 1934 mu dal krajský civilní soud za pravdu a toto rozhodnutí bylo potvrzeno i soudem nejvyšším. Když však dala německá strana najevo, že i přes soudní rozsudek insignie vydat nehodlá, začal se ve věci dosti angažovat i pravicově zaměřený Svaz československého studentstva, který žádal po německé univerzitě okamžité vydání insignií. Naopak levicová studentská organizace Jednota nemajetných a pokrokových studentů se proti snahám vedení univerzity razantně stavěla. Většina českého studentstva však stála na straně profesora Domina. 21. listopadu 1934 vydal ministr školství a národní osvěty dr. Jan Krčmář výnos o předání univerzitních insignií. 24. listopadu 1934 proběhlo u Karolina shromáždění pravicových studentů, které přerostlo v pouliční bouře. Na straně jedné stáli čeští nacionalisté, zejména studenti, na straně druhé čeští příslušníci levice a němečtí nacionalisté. Během výtržností došlo ke rvačkám a k útokům na německé a židovské obchody (vytloukání výloh apod.). Důvody Čechů k tehdejším útokům na židovské obchody nejsou dodnes zcela objasněny – zda se tak stalo v důsledku čistě protižidovských nálad, nebo kvůli tomu, že pražští Židé mluvili povětšinou německy.

## Výsledky a důsledky insigniády
Čeští studenti si svými protesty vydání insignií nakonec vynutili. Na shromáždění před právnickou fakultou pak tehdejší rektor Karel Domin a nastupující rektor František Mareš za velkého pohnutí všech přítomných insignie ukazovali přítomným studentům. Na stranu studentů bojujících za vydání insignií se postavil (k nevoli některých svých spolustraníků) i tehdejší pražský primátor a předseda Ústavního soudu Československé republiky Karel Baxa.
Vydáním insignií do českých rukou však celá záležitost neskončila. Následujícího dne zahájil levicový tisk v čele s Rudým právem a Haló novinami tažení proti „zfašizovaným studentům“. Manifest českých a slovenských spisovatelů sdružených v Obci československých spisovatelů, který české nacionalistické studenty tvrdě kritizoval, podepsali mimo jiné i Vítězslav Nezval, Karel Čapek, Ivan Olbracht, Zdeněk Nejedlý, Josef Hora či Konstantin Biebl. Oproti tomu manifest zvaný Slovo k československému národu, který podepsali mimo jiné Josef Svatopluk Machar, Karel Červinka, Karel Babánek, Vilém Bitnar, Karel Horký, Antonín Klášterský, František Sekanina, František Xaver Svoboda či Vincenc Červinka, demonstrující studenty a vedení univerzity podpořil. Na podporu českých studentů aktivně vystupoval i Rudolf Medek.
Insigniáda ve svých důsledcích přispěla k politické polarizaci tehdejší československé společnosti, a přispěla ke zhoršení vztahů mezi českou a německou univerzitou.